# 华强北博物馆
华强北博物馆（英語：HQB Museum）位于广东省深圳市福田区华强北广博现代之窗大厦5楼，是福田区第一家区属公立博物馆，也是深圳第一家商业街主题博物馆。展览面积近3000平方米，通过展览展示、科普教育、互动共享等形式，讲述华强北创业、深圳改革开放和中国电子行业发展的故事。

## 馆内展览

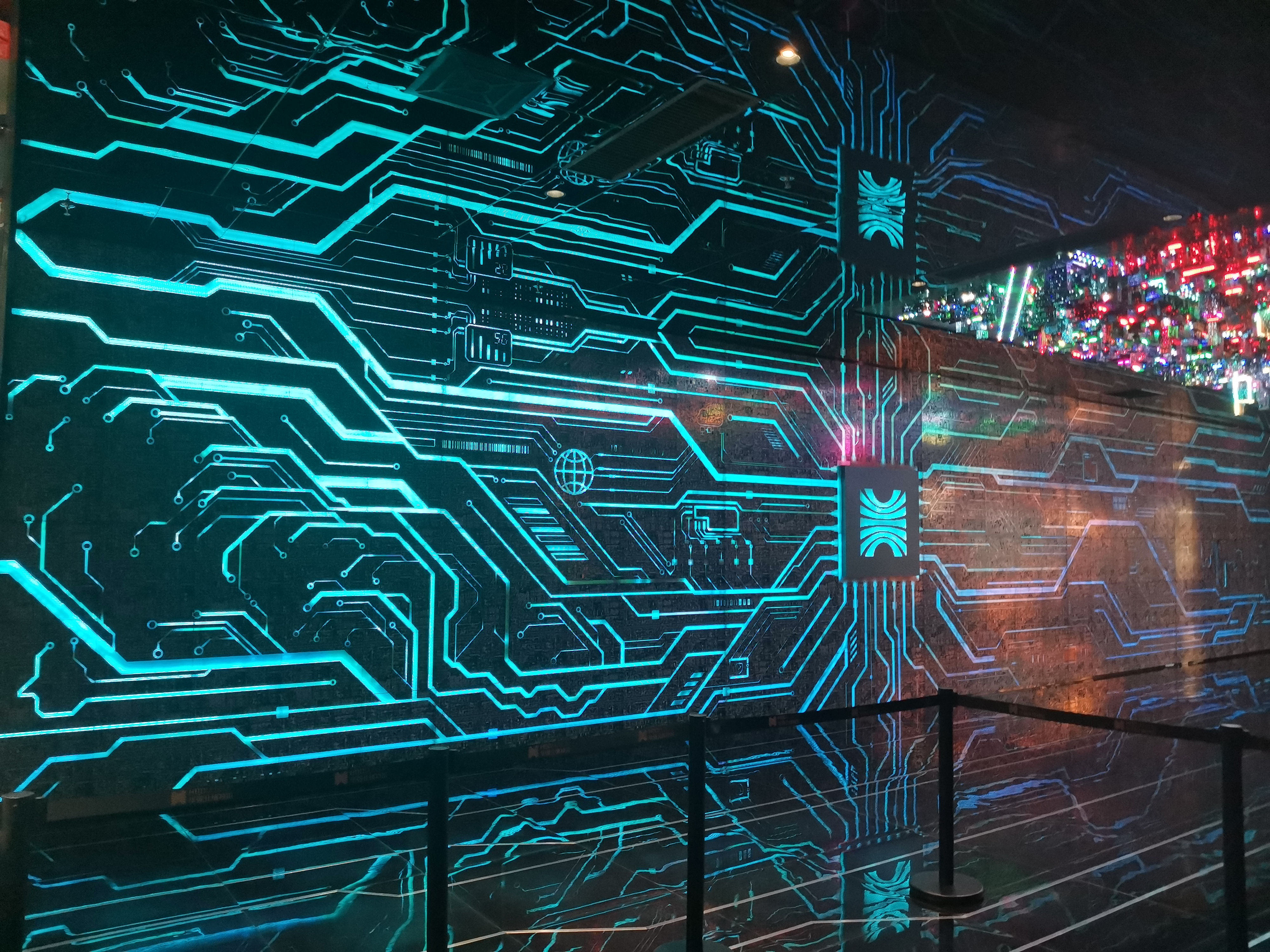
入口

博物馆分为常设展览区和临时展览区，常设展览《创业的摇篮，创新的天堂》分为发展梦、创业梦、创新梦、未来梦4个篇章：发展梦以时间为脉络，展现华强北从上步工业区起步的发展历程；创业梦展示了华强北企业和华强北人的创业之路；创新梦展示了华强北不断创新、不断升级蝶变的发展史；未来梦通过全景式视角，阐述华强北在“新时代、新湾区”中的“新机遇”和“新作为”。四大篇章的呈现都充满了科技元素，艺术地再现了华强北人永不言弃、筑梦未来的精神。

## 开放时间及入馆方式

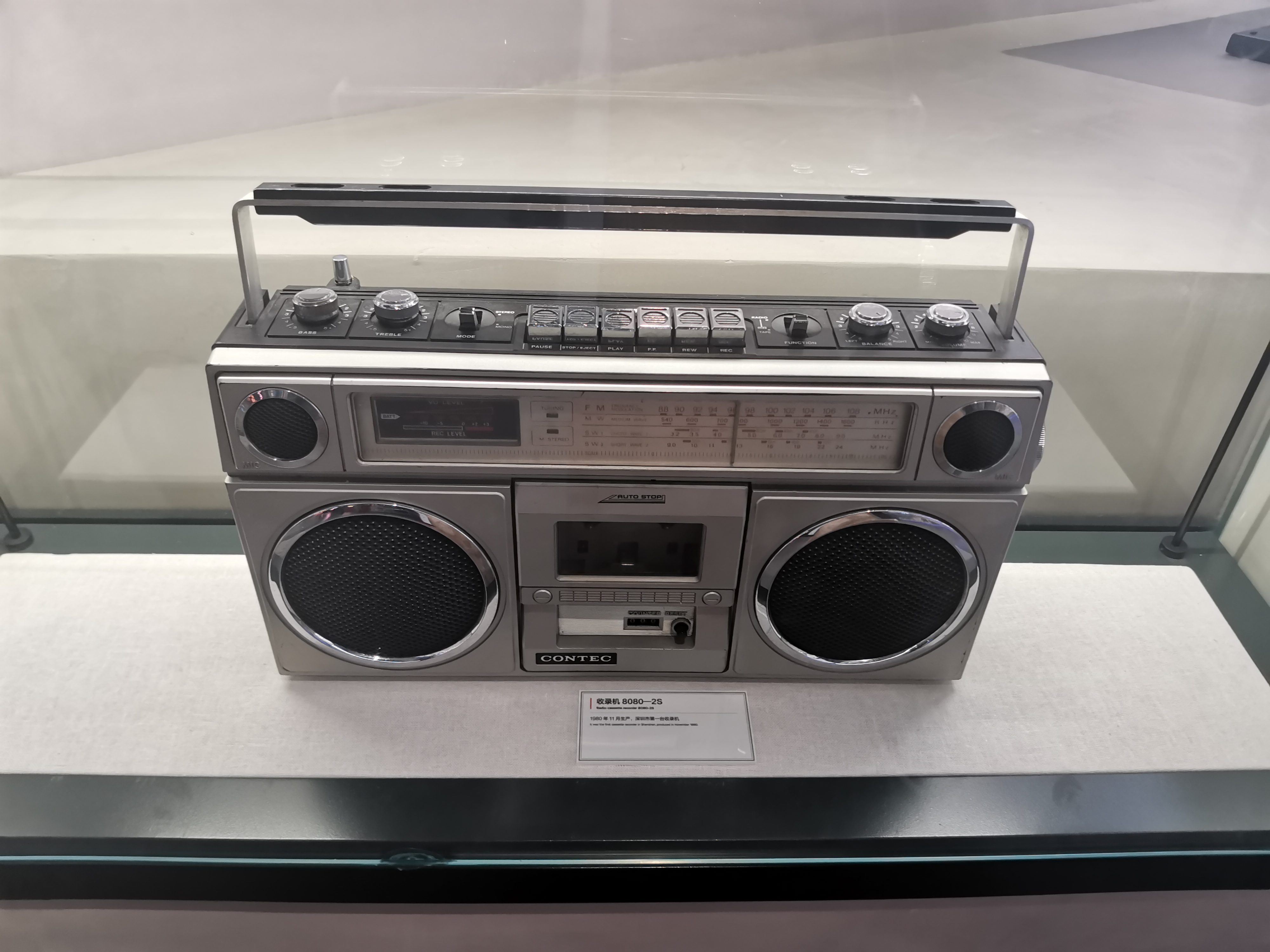
馆内展出的深圳代工的第一台收音机—香港“康艺牌”收音机

### 开放时间
周二至周日10:00-17:00（16:30停止入馆）
每周一闭馆，节假日安排或有不同。

### 门票
关注华强北博物馆微信服务号即可免费预约电子门票，预约者持电子门票进闸。

## 交通

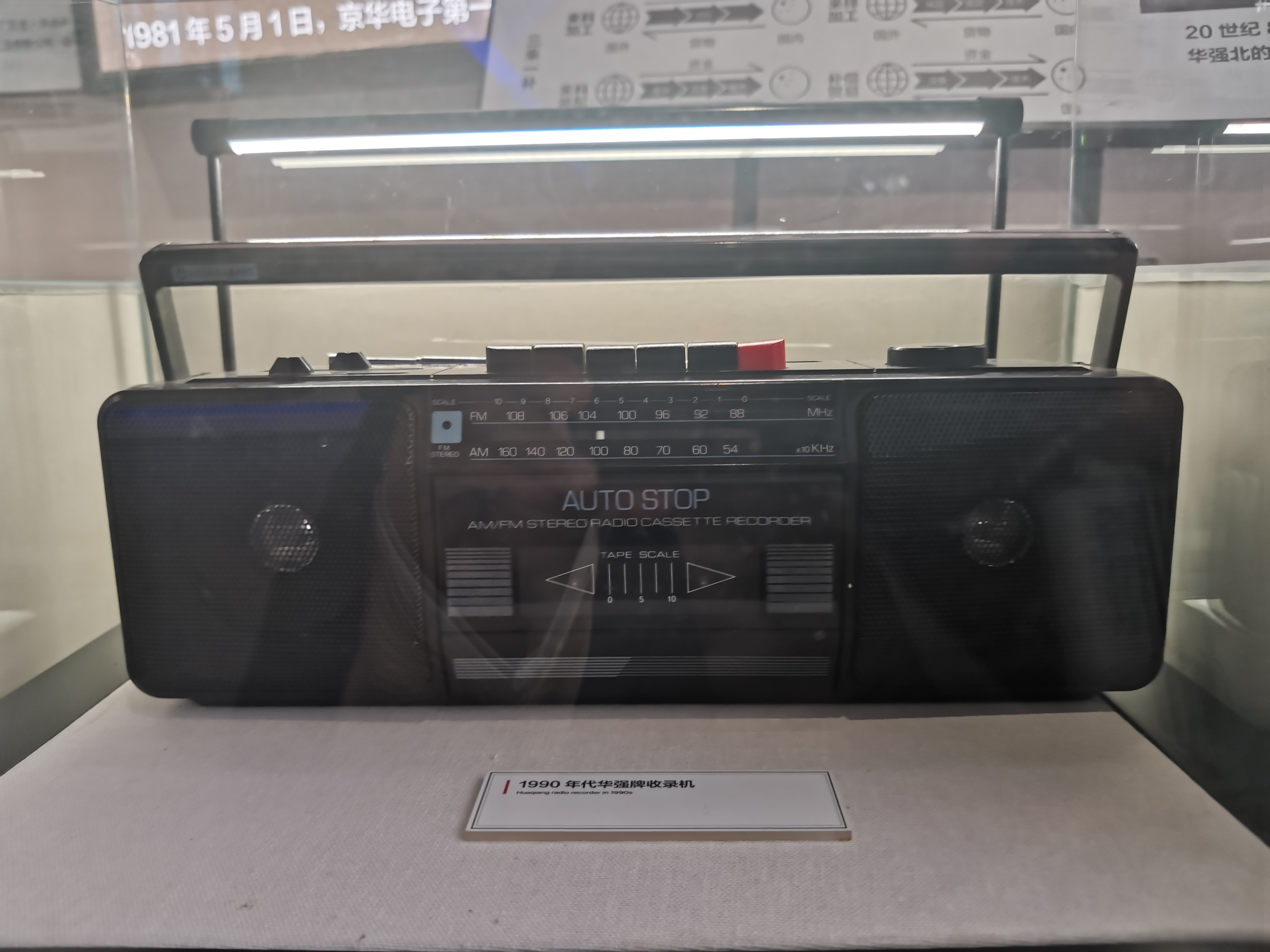
华强电子公司早期生产的收音机

深圳地铁
- █2号线，█7号线：华强北站